# 張家輝 (漫画家)
張家輝（ちょう かき）はマレーシアの漫画家。
2004年に『秀逗高校』でデビュー、平方集団グループを代表するマンガ家。四コマ作品を得意とし、マレーシアのみならず中国語圏の各国で発売されている。2007年には外務省は主催する国際漫画賞では奨励賞を受賞している。

## 作品
- 『秀逗高校』（2007年金竜賞最優秀海外漫画賞）
- 『WASABI』
- 『超強K6党』